# Stazione di Passirano Superiore
La stazione di Passirano Superiore fu una stazione ferroviaria della linea Brescia-Iseo a servizio dell'omonimo comune e in funzione dal 1885 al 1932. Era posta a nord della chiesa parrocchiale di san Zenone sul tracciato soppresso che collegava Paderno Franciacorta a Iseo, passando per Monterotondo.

## Storia
Lo scalo fu aperto al servizio pubblico il 22 giugno 1885 assieme alla ferrovia Brescia-Monterotondo-Iseo.
A partire dal 4 settembre 1911, con l'apertura del raccordo collegante la stazione di Paderno Franciacorta a quella di Bornato-Calino, l'impianto fu affiancato dalla Passirano-Paderno, richiesta dal comune di Passirano nel 1910 allo scopo di avere una seconda stazione sul nuovo raccordo, nel caso la Società Nazionale Ferrovie e Tramvie (SNFT) avesse optato per deviare il traffico principale dalla linea originaria alla nuova.
Nell'aprile 1912, la denominazione della stazione cambiò in Passirano Superiore.
A partire dal 1º febbraio 1919, il servizio principale della Brescia-Iseo fu trasferito sul raccordo Bornato-Paderno, pertanto la stazione fu servita soltanto da due coppie di corse, a servizio economico, che transitavano per la fermata di Monterotondo Bresciano. Questo servizio fu mantenuto fino a maggio 1932, quando risulta soppresso.
Nel secondo dopoguerra, il binario della ferrovia per Monterotondo, comprese le strutture della stazione di Passirano Superiore, fu disarmato e il fabbricato viaggiatori fu convertito ad abitazione privata.

## Strutture ed impianti
Il fabbricato viaggiatori ha l'impostazione da stazione secondaria della Rete Adriatica.
Il piazzale era dotato di un binario di raddoppio oltre a quello di corsa della linea ferroviaria. Erano presenti due banchine, delimitata da pietre di Sarnico: una a servizio del primo binario, mentre l'altra era a isola e posta al centro di entrambi.
In direzione di Brescia, durante l'esercizio congiunto della vecchia linea ferroviaria con la nuova, funzionò un raccordo con l'altra stazione del paese.